# Earle Edward Eubank
Earle Edward Eubank (* 1887 in Columbia, Missouri; † 1945 in Sharpes, Florida) war ein US-amerikanischer Soziologe, der sich um die Nutzbarmachung soziologischen Wissens für die Soziale Arbeit bemühte.
Eubank studierte bei William Isaac Thomas und Robert Ezra Park an der Universität Chicago, wo er 1916 zum Ph.D. promoviert wurde. Nach Lehrtätigkeiten an verschiedenen Hochschulen wurde er 1921 Professor für Soziologie an der Universität Cincinnati, was er bis zu seinem Tode blieb. Von 1923 bis 1931 war er zudem  Gründungsdirektor der School of Social Work an der Universität Cincinnati.
Neben der Erforschung drückender sozialer Zeitprobleme galt Eubanks Arbeit der Entwicklung eines Systems soziologischer Grundbegriffe, die eine allgemeine Verständigung unter den Soziologen ermöglichen sollte.

## Schriften (Auswahl)
- A Study of Family Desertion (1916, Dissertationsschrift)
- The Concepts of Sociology (1928, 1932)
- The Consequences of Unemployment in Cincinnati (1933).